# Cirkelskiva
En cirkelskiva är det område i ett plan som avgränsas av en cirkel. Den består av alla de punkter i planet som ligger på avståndet högst r från cirkelns centrum, där r är cirkelns radie. I dagligt tal kallas cirkelskivor ofta för cirklar, men inom geometrin skiljer man normalt mellan en endimensionell cirkel och den tvådimensionella cirkelskiva som den omsluter. 

## Öppna och slutna cirkelskivor
En cirkelskiva är sluten om punkterna på cirkeln tillhör cirkelskivan och öppen, om de inte gör det. (Om det ej specificeras att skivan är sluten eller öppen, så avses normalt en sluten skiva, eller så saknar det betydelse om den är sluten eller öppen). I kartesiska koordinater, ges den öppna cirkelskivan med centrum i (a, b) och med radien R av
{\displaystyle D=\{(x,y)\in {\mathbb {R} ^{2}}:(x-a)^{2}+(y-b)^{2}<R^{2}\}}
medan den slutna cirkelskivan med samma centrum och radie ges av
{\displaystyle {\overline {D}}=\{(x,y)\in {\mathbb {R} ^{2}}:(x-a)^{2}+(y-b)^{2}\leq R^{2}\}}
Arean av en öppen eller sluten cirkelskiva med radien R är πR2.